# Jordgubbslandet
Jordgubbslandet är en svensk dramafilm som hade premiär i Sverige den 30 juni 2017. Filmen är regisserad av Wiktor Ericsson, som även skrivit manus. Filmen har producerats av Eric Magnusson för Anagram Film & TV AB.
Filmen, och Julia Kijowska, vann en Guldbagge för Bästa kvinnliga biroll vid 2018 års gala.

## Handling
Filmen handlar om 15 årige Wojtek som tillsammans med sin familj reser till Sverige och Blekinge för att plocka jordgubbar för att skapa sig ett bättre liv hemma i Polen.I jordbruksfamiljen som äger jordgubbslandet finns Anneli och hennes föräldrar. De ser ner på de polska gästarbetarna, men efter en tid börjar Annelie och Wojtek träffas och närma sig varandra.

## Rollista (i urval)
| - Nelly Axelsson – Anneli - Aleksandra Cywka – Ania - Stanislaw Cywka – Wojtek - Jan Dravnel – Olek | - Julia Kijowska – Agnieszka - Torkel Petersson – Sven-Erik - Emilie Strandberg – Irene - Przemyslaw Sadowski – Jan |